# Io uccido
Io uccido è un romanzo thriller-noir del 2002, opera prima di Giorgio Faletti. Ha venduto oltre cinque milioni di copie in Italia.

## Trama
Il romanzo è ambientato nel Principato di Monaco, un luogo dorato descritto come tranquillo in cui non accade mai nulla.
Una notte il disc jockey Jean-Loup Verdier, conduttore di una popolare trasmissione su Radio Monte Carlo, riceve in diretta la telefonata delirante di uno sconosciuto dalla voce artefatta che preannuncia di uccidere per curare il proprio male: il fatto è talmente bizzarro che viene considerato uno scherzo di pessimo gusto. La mattina seguente, però, su una barca vengono rinvenuti i cadaveri del pilota campione di Formula 1 Jochen Welder e della sua compagna, la campionessa di scacchi Arijane Parker, entrambi col volto orrendamente mutilato, mentre su un tavolo l'assassino ha scritto col sangue «Io uccido...».
Sul caso indaga il commissario di polizia Nicolas Hulot e l'amico Frank Ottobre, agente speciale dell'FBI in congedo temporaneo da un anno dopo il suicidio della moglie Harriet a causa dell'angoscia provocatale dal rischioso lavoro del marito. Nelle indagini intervengono anche l'ispettore Claude Morelli e il dottor Cluny, esperto psicopatologo. I quattro comprendono che il brano musicale (tratto dal film Un uomo, una donna) con cui si era conclusa la telefonata durante il programma radiofonico era un indizio per identificare le vittime del maniaco.
Contemporaneamente, sono presenti capitoli narrati dal punto di vista dell'assassino identificato come “l'uomo”. Questi capitoli (denominati “Primo carnevale”, “Secondo carnevale” e così via) si inframezzano nella lettura di quelli regolari e svelano pian piano dei particolari, come ad esempio lo scopo delle mutilazioni ai cadaveri o la sua doppia personalità, nelle figure di Vibo, se stesso, e Paso, un individuo misterioso.
La sera stessa arriva la seconda telefonata dell'assassino, che si conclude con una versione live di Samba Pa Ti e non viene rintracciata. Il prossimo ad essere ucciso è Allen Yoshida, miliardario con una passione morbosa per gli snuff movie, ucciso come se fosse il protagonista di uno di questi e quindi davanti a una telecamera; il cadavere viene trovato nella sua automobile, pure lui con il volto orribilmente mutilato, assieme alla scritta col sangue «Io uccido...». Si scopre che la versione live di Samba Pa Ti era stata registrata in Giappone, e infatti Yoshida è per metà giapponese; inoltre tra le canzoni di Santana ne esiste una intitolata Soul Sacrifice, che rimanda a Sacrifiles, il sistema operativo che aveva fatto la fortuna di Yoshida.
Ad aiutare la polizia c'è inoltre Pierrot, un ventiduenne autistico appassionato di musica, mascotte di Radio Monte Carlo e ammiratore di Jean-Loup Verdier, e che li aiuterà a identificare le musiche scelte dall'omicida come indizio per annunciare le prossime vittime grazie alla sua straordinaria memoria musicale.
Nel frattempo, giungono nel Principato di Monaco il generale Nathan Parker, alto consigliere del presidente degli Stati Uniti e padre di Arijane, e il suo braccio destro Ryan Mosse, per scoprire l'assassino della figlia. I due fanno conoscenza con Ottobre, ma nasce subito un sentimento di odio reciproco. Si scopre inoltre che Arijane Parker ha una sorellastra maggiore, Helena, una donna problematica con un figlio ancora piccolo, Stuart. Intanto, Verdier confessa a Ottobre e a Hulot di voler smettere di parlare con il maniaco, ma i due agenti, insieme a Laurent Bedon, regista della trasmissione radiofonica del disc jockey, e Robert Bikjalo, produttore esecutivo di Radio Monte Carlo, lo convincono a continuare, convinti che prima o poi il serial killer commetterà un errore.
Arriva ben presto la terza telefonata: l'assassino annuncia l'ennesimo delitto e termina la chiamata con un altro brano musicale, Nuclear Sun di Roland Brant. La polizia cerca di capire chi possa essere la prossima vittima e ritiene trattarsi di Roby Stricker, noto playboy mantenuto dal denaro paterno, e questi viene tenuto per tutta la sera sotto controllo. Ma la vittima designata si rivela essere invece Gregor Yatzimin, ex ballerino russo ormai cieco, il quale viene ucciso da un colpo di pistola dall'assassino dopo averlo trattato con inquietante gentilezza. La polizia lascia Stricker e raggiunge la casa della terza vittima, anch'essa col volto orribilmente mutilato, e sempre la scritta «Io uccido...». Poco dopo gli agenti, capitanati da Ottobre, tornano a casa di Roby Stricker, che nel frattempo è stato massacrato e assassinato; Ottobre nota che questi, volendo lasciare loro un messaggio prima di morire, ha scritto sul pavimento con il suo sangue «ЯIAИ» per indicare il nome del colpevole, e credendo si trattasse di Ryan Mosse, dato che li aveva visti parlare precedentemente, fa arrestare quest'ultimo.
In seguito al duplice omicidio, Hulot viene rimosso dall'incarico per l'inconcludenza delle indagini ma decide di continuare comunque a cercare la verità da solo. L'impercettibile traccia lasciata inavvertitamente dall'assassino nel video dell'omicidio di Allen Yoshida, ossia la copertina di un LP di un musicista jazz dove vi è applicata l'etichetta di un vecchio negozio, spinge il commissario a ricercare questa attività, che però è chiusa da anni; il gestore, prontamente rintracciato, ricorda che quel vinile era stato venduto a un certo Legrand, uomo dall'aspetto minaccioso e dai modi militareschi. Hulot ne ricerca l'abitazione arrivando a una tenuta ormai in rovina, in cui, stando al racconto di un giardiniere, molti anni prima è accaduta una tragedia conclusasi col ritrovamento dei cadaveri di chi vi abitava: la governante di casa, Legrand e suo figlio Daniel. Nicolas allora si reca al cimitero dove questi sono stati sotterrati, e il custode del luogo fornisce ulteriori dettagli: la famiglia in questione viveva isolata dal mondo, quasi senza contatti col resto della civiltà; Daniel non fu trovato carbonizzato bensì con la faccia strappata dal resto del corpo, e la sua salma è stata successivamente trafugata e non è più stata ritrovata; arrivano regolarmente soldi affinché la tomba sua e quella della madre, deceduta poco dopo il parto, siano tenute nel migliore dei modi. Hulot si ritrova quindi in un vicolo cieco, poi scorge su una tomba poco lontano un nome e intuisce chi sia l'assassino, ma questi sopraggiunge, gli fa i complimenti per l'indagine e lo uccide.
Al funerale, dove presenzia persino il misterioso killer, Ottobre intuisce che Hulot aveva scoperto la verità, e, spronato ancora di più dalla morte dell'amico e allo stesso tempo tenuto sotto pressione dal generale Parker, torna sul luogo dell'omicidio di Roby Stricker; lì riesce a comprendere cosa significasse in realtà la scritta lasciata dalla vittima, e fa quindi liberare Mosse capendo di aver sbagliato. Tornato a Radio Monte Carlo, Frank fa una sconvolgente scoperta che conferma la sua ipotesi: le telefonate del serial killer erano impossibili da rintracciare perché partivano proprio dalla sede dell'emittente stessa, tramite un dispositivo nascosto che inviava nastri preregistrati, dunque Verdier parlava... con se stesso. Ai presenti, Ottobre spiega quello che accadde la notte delle morti di Yatzimin e Stricker: l'assassino intendeva uccidere entrambi, ma non aveva mutilato il volto di Stricker perché durante la colluttazione gli aveva rovinato il viso ed era dunque inutile per i suoi oscuri scopi. Tuttavia Stricker, esperto della vita mondana del Principato, conosceva il suo assassino pur non ricordandone il nome esatto, bensì il mestiere: in punto di morte, a terra e di fronte a uno specchio (scrivendo dunque al contrario), aveva quindi tentato di comporre la scritta «ON AIR», che indica la messa in onda, e specchiata dà «ЯIAИ», senza la O che probabilmente non era arrivato a scrivere. La prova schiacciante è una testimonianza di Pierrot, la quale comprova che l'assassino è Jean-Loup Verdier. Subito la polizia s'organizza per arrestare il dj, ma Pierrot telefona disperato al suo idolo e involontariamente gli fa capire d'essere stato scoperto.
La polizia si raduna intorno all'abitazione di Verdier e scopre che il dj ha ucciso anche la scorta assegnatagli in precedenza. Poco dopo, in un'automobile viene ritrovato il corpo di Hudson McCormack, giovane avvocato statunitense contiguo ai Larkin, boss della mafia sulle cui tracce era l'agente Ottobre, prima del caso attuale; il suo volto è stato mutilato in modo assai più maldestro degli altri omicidi e nel portabagagli vi è la solita scritta «Io uccido...». Nel frattempo, il regista Laurent Bedon muore investito dopo che un ladro gli scippa una valigia colma di denaro.
Parlando con una vicina di casa del dj, Ottobre intuisce che Jean-Loup Verdier si nasconde proprio in casa sua, in un nascosto rifugio antiatomico voluto dalla precedente, iperansiosa proprietaria. La polizia riesce a sfondare la porta e Frank entra nel bunker, dove viene rinvenuto solo un corpo mummificato in una teca. Ottobre, poco convinto dalla sparizione del killer, trova un passaggio segreto, segue il corridoio che trova e riesce a raggiungere Verdier in una sorta di boschetto situato a ridosso di un dirupo dietro la casa, ma questi, che sembrava stesse fuggendo, sta invece cercando di salvare Pierrot, giunto lì con l'intenzione di aiutarlo ma che ora rischia di precipitare. Sul posto arriva anche Ryan Mosse con il preciso compito di uccidere l'assassino, e Ottobre tenta inutilmente di convincerlo ad allontanarsi. Verdier attacca però Mosse e, con sorprendentemente abilità, lo uccide in combattimento, lasciando a Ottobre l'onere di salvare Pierrot; decide quindi di arrendersi e di consegnarsi spontaneamente agli agenti, ponendo fine alla propria furia omicida.
Poche ore dopo, Parker sta per ripartire per gli Stati Uniti e intende portare con sé la figlia Helena e il nipote Stuart (il quale, come la donna aveva confessato a Ottobre, è nato dieci anni prima da uno dei ripetuti stupri subìti dal padre). Frank, innamoratosi di Helena con la quale ha iniziato una relazione clandestina, convince il generale a partire da solo: aveva infatti scoperto che l'avvocato McCormack non era stato ucciso da Verdier ma da Mosse per ordine dello stesso Parker; i due avevano ottenuto informazioni segrete sulle indagini da Laurent Bedon in cambio di denaro, e avevano eliminato l'avvocato perché era a conoscenza dei crimini del generale Parker, protettore della famiglia Larkin, usando un modus operandi simile a quello del serial killer. Parker era giunto a Montecarlo per risolvere l'inghippo con McCormack, e vedendo l'assassinio di Arijane come l'occasione per coprire i suoi loschi fini, intendeva trovarne l'omicida per poter farlo tacere mettendogli in conto anche lo scorticamento dell'avvocato dei Larkin. Ottobre promette di mantenere il silenzio, ma Parker dovrà ripartirsene per gli Stati Uniti abbandonando la figlia.
Dopo qualche giorno, a seguito di colloqui ed esami, il dottor Cluny spiega alla polizia e a Ottobre la storia di Jean-Loup Verdier, falso nome di Daniel Legrand, e della sua follia: egli era figlio di un ex militare violento e folle che lo teneva isolato dal mondo esterno e lo educava brutalmente alla guerra, insegnandogli tecniche militari. Daniel/Jean-Loup aveva inoltre un fratello gemello, Lucien, dal volto deforme e dalla nascita mai denunciata, al quale voleva molto bene e che però era invece visto come un mostro dal padre. Il disgusto di Legrand per il figlio deforme aveva fatto maturare in Daniel un profondo odio che l'aveva spinto a cercare giustizia contro tutto e tutti: in primis aveva ucciso suo fratello asportandone l'orrido volto per liberarlo dalla deformità, poi aveva eliminato il dittatoriale padre e la governante, ritenuta suo complice, e infine aveva dato fuoco alla villa (fuggendo, evidentemente, con l'unica cosa che gli aveva davvero dato un assaggio del mondo esterno, cioè alcuni vinili del padre). Datosi alla latitanza coi soldi che l'odiato genitore aveva versato su un conto in Svizzera, un anno dopo la tragedia aveva trafugato il cadavere di Lucien appena saputo che non era finito carbonizzato; aveva infine cominciato una nuova vita a Monaco, prendendo in prestito il nome di un poveretto morto annegato, per allestire e avviare il suo folle piano: strappare le facce a persone di bell'aspetto per darle, a mo' di maschere, al suo adorato fratello, che custodiva in una teca. Giacché i volti, inevitabilmente, si decomponevano presto, era necessario uccidere spesso per avere nuovo materiale; l'assassinio di Arijane era servito come esercitazione per i successivi scorticamenti. Tutto era accompagnato dalla musica, l'unica cosa che in gioventù dava pace al tormentato Daniel.
Mentre Ottobre ufficializza la sua relazione con Helena Parker, il libro si conclude con un finale inquietante: nella sua cella, Verdier comunica ancora con lo spirito del fratello morto.

## Edizioni
- Io uccido, collana Romanzi e Racconti n.241, Milano, Baldini & Castoldi, 2002, 2004,  p. 682, ISBN 88-8490-223-1. - Collana Super Nani n.9, Baldini Castoldi Dalai, 2003, ISBN 978-88-849-0472-0; Collana Gnomi, Baldini Castoldi Dalai, 2003-2006, ISBN 978-88-849-0566-6; Collana Romanzi e racconti n.326, Baldini Castoldi, 2005, 978-88-849-0791-2; Collana 10 e lode, Dalai, 2011, ISBN 978-88-662-0222-6; Collana I mini n.5, Dalai, 2013, ISBN 978-88-676-2190-3; Collana Vintage, BaldiniCastoldi, 2013, ISBN 978-88-685-2000-7; Collana I tascabili, Baldini&Castoldi, 2014, ISBN 978-88-685-2207-0; Edizione Deluxe, Collana Romanzi e Racconti, Baldini&Castoldi, 2014, ISBN 978-88-685-2777-8.
- Io uccido, Collana Romanzi e Racconti, Milano, Baldini&Castoldi Dalai Editore, 6 luglio 2015,  p. 748, ISBN 978-88-6852-867-6.
- Io uccido, Postfazione di Jeffery Deaver (2014), Collana I Delfini. Bestseller, Milano, La nave di Teseo, 2021, ISBN 978-88-346-0600-1. - Milano, Corriere della Sera, 2024.

## Adattamenti
Nell'ottobre 2022, è stata pubblicata da La nave di Teseo una graphic novel con sceneggiatura di Andrea Cavaletto, disegni di David Ferracci e colori di Assia Ieradi.